# Archives départementales des Vosges
Pour les articles homonymes, voir ADV.
Les archives départementales des Vosges (ADV) sont un service du conseil général des Vosges puis du conseil départemental des Vosges (depuis 2015) localisé 4 avenue Pierre-Blanck à Épinal.

## Histoire

### Création
Les archives départementales des Vosges, comme celles des autres départements de France, sont créées par la loi du 5 brumaire an V (26 octobre 1796). Cette loi prescrit le dépôt, au chef-lieu de département, des archives jusqu'alors rassemblées dans les chefs-lieux des districts, eux-mêmes supprimés le 5 fructidor an III (22 août 1795). Auparavant, le 20 avril 1790, par décret, avait été prescrite la remise aux chefs-lieux de tous les papiers des anciennes administrations et la création d'un dépôt d'archives dans chaque département.

### Premières activités
Les troubles consécutifs à la Révolution française ne simplifiaient pas la tâche des premiers archivistes : de nombreux titres sont officiellement détruits ; un incendie à la Préfecture en 1808 entraîne le déménagement des archives en désordre. Leur réintégration dans leurs locaux se fera sans remise en ordre systématique. L'ancien collège des jésuites, qui avait été mis à la disposition de la Préfecture en attendant la construction d'un bâtiment dédié, n'est pas un lieu propice à la bonne conservation des papiers. En 1829, un nouvel hôtel de la Préfecture est bâti et les archives s'y installent, dans l'aile nord. À la suite de la saturation de ces locaux, les ailes nord et sud sont surélevée entre 1859 et 1861, et les archives départementales s'installent dans les deux niveaux de l'aile sud.
Les conditions de conservation sont désormais bien meilleures. Toutefois, en raison du désordre de 1808, les archivistes ne parviennent pas à appliquer le cadre de classement prescrit en 1817. En 1843, les archives départementales des Vosges se dotent d'un règlement. Au milieu du XIXe siècle, les bâtiments sont saturés et sans doute trop humides. Nombre de liasses et registres sont conservés à même le sol. En même temps, la mission et le rôle des archives départementales se trouvent pleinement confirmés au niveau départemental.

### La guerre de 1870-1871
Lors de la formation du département des Vosges, six communes alsaciennes de la haute vallée de la Bruche lui avaient été agrégées. Puis, en 1795, dix communes déjà furent extraites du Bas-Rhin pour compléter le district de Senones et rattachées en 1800 à l'arrondissement de Saint-Dié. Après le traité de Francfort (1871), une convention additionnelle annexe à la Basse-Alsace onze de ces communes, extraites du canton de Schirmeck, et sept autres de celui de Saâles. Les Vosges ne comptent plus que 29 cantons. En 1871, le poste d'archiviste départemental est supprimé pour des raisons budgétaires. L'administration allemande vient se servir dans le dépôt. À partir de 1873, les nouveaux archivistes constatent une perte de plus de 70 liasses, dont 10 renfermaient des titres de la principauté de Salm. Ce n'est qu'en 1922 que 28 des liasses prélevées sont restituées par la préfecture du Bas-Rhin, surtout relatives à la principauté de Salm. Les documents administratifs postérieurs à la Révolution et concernant les communes vosgiennes cédées à l'Allemagne demeurent aux archives départementales du Bas-Rhin.

### La Première Guerre mondiale
À la suite de l'adoption au niveau national d'un dispositif d'évacuation du patrimoine culturel, en 1917, un wagon de 70 caisses de bois contenant les trésors des archives départementales, mais aussi des bibliothèques municipales d'Épinal et de Saint-Dié, part pour les archives départementales de l'Hérault à Montpellier en mai 1918. Les caisses arrivent en très mauvais état. Elles reviennent à Épinal en 1919. Mais une grande partie des communes vosgiennes occupées auront vu leurs archives disparaître partiellement ou totalement.

### La Seconde Guerre mondiale
En 1938, 150 liasses ou registres sont répartis en caisses pour partir dans l'Indre. En 1939, 23 nouvelles caisses quittent Épinal pour Bains-les-Bains, puis, en 1940, sont transportées près de Reuilly (Indre). 100 nouvelles caisses furent transportées à Bains-les-Bains. Quand cette ville est occupée par les Allemands, on négocie leur retour à Épinal, qui a lieu en 1940. Un archiviste allemand identifie 214 documents devant prétendument revenir de droit à l'Allemagne. Des reliquats des fonds du chapitre de Saint-Dié et de l'abbaye d'Etival sont transférés aux archives départementales, les sauvant de l'incendie de l'hôtel de ville de Saint-Dié en 1944. En 1944, les archives administratives sont endommagées par les bombardements sur Épinal à la Préfecture, à l'Inspection académique (depuis 1840) et au Tribunal de grande instance. 75 nouvelles caisses sont alors envoyées à Bains-les-Bains. Épinal est libéré le 24 septembre 1944. À leur retour de l'Indre, les archives municipales d'Épinal sont déposées aux archives départementales. Les caisses d'archives reviennent toutes à bon port. Dans les communes, une cinquantaine de fonds sont fortement touchés par les destructions, tandis que 8 auront été sauvés par leur dépôt aux archives départementales juste avant la guerre.

### Évolution des bâtiments (1945-2014)
À la veille de la Seconde Guerre mondiale, les archives départementales deviennent officiellement dépositaires des archives administratives post-révolutionnaires, en plus de leur mission de conservation des archives pré-révolutionnaires. Malgré de nombreux travaux, les magasins sont saturés. En 1977, on décide d'aménager une annexe dans l'ancienne chapelle des Franciscains à Épinal. Les 4,5 km linéaires sont rapidement occupés. En 1982, une nouvelle annexe est installée à Golbey. En 1983, le Conseil général des Vosges achète à la ville d'Épinal un terrain à La Voivre (banlieue nord d'Épinal). Guy Wurmser, architecte à Nancy, est choisi pour édifier les nouvelles archives départementales, avec deux niveaux de locaux administratifs (avec une salle de lecture de 222 m2 et une salle d'exposition de 150 m2) et six niveaux de magasins, pour une capacité totale de 31 km linéaires. En 1986 sont mises en place des fondations spéciales permettant d'édifier un bâtiment particulièrement lourd sur le terrain argilo-marneux. Le nouveau bâtiment ouvre ses portes au public le 18 avril 1988 et est officiellement inauguré le 27 octobre 1989.
Au début des années 2000, face à la saturation proche des magasins, naît un projet d'extension du bâtiment de 1988. Le cabinet Gérard Buffière, assisté de l'architecte Gérard Klauss (Épinal), est retenu en 1987. En 2010 commence le chantier d'extension des magasins en respectant les règles de haute qualité environnementale. En même temps, un nouveau parking et un dépose-minute pour les bus sont aménagés.

## Missions et fonds

### Conservation des fonds pré-révolutionnaires
La collecte, la conservation, le classement et la communication des fonds pé-révolutionnaires se trouvant dans la circonscription départementale sont les premières missions des archives départementales. Si la collecte de ces fonds, sauf exception rare, est aujourd'hui terminée, leur classement ne l'est toujours pas. Les séries judiciaires (série B, 1480-1791), en particulier, qui contiennent les procès et documents judiciaires annexes (et souvent très utiles pour la connaissance des coutumes, faits divers, etc.) provenant des présidiaux, bailliages, prévôtés, justices seigneuriales, châtellenies, maîtrises des eaux et forêts, grueries, ne sont inventoriées que de façon très sommaire et parfois inexacte. Les fonds sont toutefois identifiés, et des répertoires méthodiques commencent progressivement à voir le jour, juridiction par juridiction. Toutes les autres séries d'archives anciennes sont classées et inventoriées de manière relativement satisfaisante : série A (actes du pouvoir souverain et domaine public, 1611-1792), série C (administrations provinciales : intendance, subdélégations, bureaux des finances, bureaux du contrôle des actes, comté puis principauté de Salm ; 1194-1793), série E (archives des seigneuries, des familles, des communautés d'habitants, des corporations et métiers ; 1116-1789), série F (fonds divers : salines de Rosières, baronnie de Damblain, marquisat de Bulgnéville ; 1333-1792), série G (clergé séculier : chapitres, églises collégiales, églises paroissiales et fabriques, chapelles, confréries, châtellenies ; 664-1792), série H (clergé régulier : abbayes, prieurés, commanderies), et même une curieuse série I (fonds rattachés aux archives ecclésiastiques : chapitres, abbayes, paroisses, chapelles ; 1136-1789).

### Collecte des fonds modernes
Les fonds post-révolutionnaires, jusqu'en 1940, sont traditionnellement les plus consultés (hors état civil, en particulier les séries M et R : ils sont relativement riches et exhaustifs et bien inventoriés. Leur collecte est terminée, sauf exception. En outre, ils sont utiles à la généalogie et, globalement, fondent l'activité administrative dans sa forme encore actuelle (préfecture, police, justice, etc.). La série K ne concerne que les textes législatifs et réglementaires.  La série L, décrite seulement par un répertoire numérique provisoire, contient les archives des administrations révolutionnaires (1789-an VIII). La série M provient des services de la Préfecture et concerne à peu près tous les domaines administratifs (en particulier la police administrative, le personnel, la vie publique et politique, la santé publique, les statistiques de population, en particulier les recensements, mais aussi l'agriculture et l'économie). La série N rassemble essentiellement les archives du conseil général des Vosges. La série O concerne la comptabilité et l'activité globale des communes contrôlées par la Préfecture). La série P concerne les finances, le cadastre, les postes et eaux et forêts, mais seule la partie consacrée au cadastre et au remembrement est définitivement classée. La série Q concerne essentiellement les biens nationaux, donc la période révolutionnaire. La série R est consacrée aux affaires militaires et contient notamment les recrutements et matricules militaires, mais aussi la gendarmerie, les anciens combattants, les sapeurs-pompiers, les faits d'occupation, les organismes temporaires en temps de guerre, etc. La série S, très riche, concerne les travaux publics et les transports (routes, voirie, navigation, service hydraulique, chemins de fer, mines, énergie). La série T est relative à l'enseignement (instruction primaire, collèges, lycées, écoles supérieures), aux affaires culturelles (archives, bibliothèques, musées, théâtre, monuments) et aux sports. La série U, héritière de la série B, contient les archives des juridictions de tous ordres ayant eu leur siège dans les Vosges (tribunaux, justices de paix, conseils de prud'hommes, officiers publics et ministériels). La série V est relative à l'administration des cultes pendant la période concordataire (1801-1905). La série X, tout à fait sérieuse, concerne l'assistance et la prévoyance sociales (hôpitaux, bureaux de bienfaisance et d'assistance, secours mutuels, etc.). La série Y rassemble les archives des établissements pénitentiaires (registres d'écrou des maisons d'arrêt, etc.). Enfin, la série Z est consacrée aux papiers des sous-préfectures (Mirecourt, Neufchâteau, Remiremont et Saint-Dié).

### Collecte des archives publiques contemporaines
Les archives publiques contemporaines sont par définition en cours de collecte. 
Toutes les archives publiques créées après 1940 se répartissent en plusieurs séries, la principale étant la série W qui regroupe toutes les archives publiques contemporaines à l'exception notable de l'état civil (en sous-série 4 E et en série E dépôt), des minutes de notaires (en sous-série 4 E), des archives déposées des communes (série E dépôt), et des archives déposées des hôpitaux (série H dépôt). La série W n'est pas divisée en sous-séries thématiques (à l'exemple des séries des archives modernes par exemple), mais en versements, c'est-à-dire en tronçons de fonds (un fonds étant l'ensemble des archives d'une institution unique, de sa naissance à sa mort), baptisés en fonction de leur ordre d'arrivée (1 W, 2 W, etc.). Globalement, ces archives proviennent de la Préfecture et de tous les services de l'État, du Conseil général, des unités territoriales de services régionaux ou centraux, et des organismes et associations exerçant une mission de service public. On accède aux fonds par l'état général des versements, disponible en salle de lecture. 
La collecte des fonds publics contemporains est une tâche essentielle pour les archives départementales. Elle implique le suivi précis de tous les services versants, la gestion de la production et du classement de leurs archives in situ, mais aussi le contrôle quant à l'élimination des archives courantes, qui doit s'effectuer de manière réglementaire, afin d'éviter toute destruction d'archives ayant un intérêt historique. Elle est strictement réglementaire et encadrée par la loi mais n'est possible qu'avec la collaboration des services producteurs eux-mêmes (Préfecture, Conseil généraux, communes, notaires, etc.), dont la disponibilité est sans cesse sollicitée.

### Collecte des archives privées
La collecte des archives privées n'obéit, elle, à aucune obligation légale : les propriétaires d'archives privées sont libres d'en faire ce qu'ils souhaitent, sauf si ces archives sont classées archives privées, ce qui est le cas de certains fonds des archives des Vosges. Le rôle des archives départementales est donc de repérer les fonds privés ayant une importance historique avérée, et de solliciter leur dépôt, leur don (par contrats spécifiques) ou leur acquisition à titre onéreux par le Département. La collecte peut s'effectuer en urgence pour les fonds menacés physiquement ou provenant d'organismes disparus. 
les archives privées sont classées en série J, dont les sous-séries désignent les différents fonds. On ne peut tous les citer ici, seulement les plus célèbres (avec toute la subjectivité que cela implique) : famille Ferry 1813-1981 (40 J), fonds Christian Pierret 1971-1987 (66 J), collection Maurice Barrès 1862-1923 (220 J), collection François de Neufchâteau 1765-1827 (223 J), collection Jules Ferry 1832-1893 (224 J), collection Jules Méline 1865-1956 (274 J), fonds de la compagnie des thermes de Plombières-les-Bains an VII-1971 (321 J), fonds de la fonderie de cloches de Robécourt 1729-1939 (86 J), fonds des papèteries d'Arches et d'Archettes 1547-1959 (14 J), fonds de broderies et dentelles de Mirecourt (87 J), fonds de la filature de l'abbaye de Senones 1809-1992 (93 J), fonds de l'entreprise Boussac, usine de Rambervillers (178 J), fonds des paroisses du diocèse de Saint-Dié (57 J), fonds documentaire sur Julie-Victoire Daubié 1793-1992 (88 J), fonds Michel Bur, fouilles du château d'Épinal 1984-2000 (155 J), fonds documentaire sur la lutherie à Mirecourt 1974-1993 (90 J), fonds de la Manufacture vosgienne de Grandes Orgues de Rambervillers 1838-1991 (152 J, classé archives historiques), fonds du théâtre du Peuple de Bussang 1895-1999 (83 J), fonds de l'Imagerie d'Épinal (48 J), fonds de la société hippique de Plombières-les-Bains 1909-1913 (322 J), etc.

### Collecte des fonds figurés
Les fonds figurés (cartes postales, photographies, affiches, cartes et plans, images) sont regroupés en série Fi, créée en 1964. Étant donné l'engouement actuel pour l'image en général, la collecte de ce type de documents constitue une priorité du service. Les sous-séries correspondent soit à des types de documents (cartes et plans, etc.), soit à des fonds issus de personnes ou d'entreprises particulières (fonds de l'Imagerie d'Épinal, etc.), soit enfin au sujet représenté (basilique Saint-Maurice, etc.). Une grande partie de ces archives étant numérisée et décrite sur informatique de manière normalisée, la mise en ligne de ces fonds est envisageable à terme, dans le respect de la législation spécifique.

### Collecte et catalogage de la bibliothèque

#### Ouvrages imprimés
Constituée au XIXe siècle par les fonds d'études des anciens archivistes, la bibliothèque historique des archives départementales des Vosges s'est enrichie par des dépôts, dons et achats. Classés par format, les ouvrages les plus anciens remontent au XVIe siècle, mais la grande majorité date des XIXe et XXe siècles. Ils apportent un complément documentaire précieux aux sources directes que sont les archives et permettent de les éclairer et de leur donner un contexte. Leurs thématiques sont diverses mais la part la plus importante concerne l'histoire locale, régionale, administrative et religieuse (histoire des Vosges et de la Lorraine ; histoire militaire, administrative, religieuse, économique ; Jeanne d'Arc, Imagerie d'Épinal, théâtre du Peuple de Bussang ; forêt, lutherie, verrerie...).

#### Journaux et périodiques nationaux et locaux
La série JPL contient les publications locales et régionales (environ 1700 titres) et la série JPN, les publications nationales officielles, historiques, généalogiques, techniques ou scientifiques (environ 580 titres). Elles se répartissent en plusieurs catégories : publications administratives (revues administratives, revues documentaires), presse locale (du plus ancien aux titres encore vivants), bulletins municipaux et paroissiaux, publications associatives ou syndicales, revues de sociétés savantes, publications d'entreprises, de partis politiques ou d'organismes (chambres consulaires, collectivités territoriales diverses...). Publiés dans les Vosges, ces titres entrent aux archives départementales par la voie du dépôt administratif ou de dons, achats ou abonnements. La série JPL en particulier permet de compléter les sources directes que sont les archives en proposant une autre forme de matériau pour la recherche (actualités, application des textes officiels, vie associative, artistique, religieuse, culturelle, économique, enseignante, politique, sociale et sportive dans las Vosges des XIXe et XXe siècles).

### Classement et inventaire
La mission de classement, de rédaction d'inventaires et de conditionnement des archives versées, déposées ou achetées est essentielle car elle conditionne l'accès du public aux archives. Un fonds non classé n'est en effet pas communicable au public. Les archives se sont acquittées de cette tâche réglementaire de manières très diverses au fil du temps. Le rythme des classements dépend en effet de l'importance de l'effectif consacré à cette tâche, mais aussi de sa qualification et de la disponibilité d'espaces spécifiques pouvant être utilisés pour le classement. En outre, les techniques de classement et de rédaction d'inventaires ont notablement varié au fil des temps : les archivistes ont souvent commencé par rédiger des inventaires répertoriant de manière précise la part considérée comme la plus "intéressante" d'une liasse, sans chercher à décrire la totalité des documents composant la liasse, ni comprendre la raison pour laquelle la liasse était ainsi constituée. Aujourd'hui, les archivistes cherchent plutôt à trouver une description globale de la liasse, quitte à délaisser le détail des pièces la composant. 
Les technologies employées à la description et à l'indexation sont restées jusqu'en 2014 relativement traditionnelles, à l'exception de la description des documents figurés. Une réinformatisation du service devrait permettre d'utiliser des technologies plus avancées, permettant notamment l'accessibilité accrue et la mise à jour systématique et en temps réel des inventaires mis en ligne sur Internet.

### Numérisation et mise en ligne
Une partie des fonds issus de la Grande Collecte 2013 est consultable sur le site : www.vosges1914-1918.fr

## Directeurs
- 1797-1800 : Alexis Didier ;
- 1800-1813 : Claude-François Richard ;
- 1817-1826 : Nicolas Lan ;
- 1826-1843 : Jean-Baptiste Charton ;
- 1843-1853 : Balland ;
- 1853-1864 : Charles-Constant Guéry ;
- 1864-1871 : Léopold-Jean-Pierre Émile Duhamel ;
- 1871-1873 : vacance du poste après suppression par le Conseil général par mesure d'économie ;
- 1873-1874 : Francis de Chanteau ;
- 1874-1879 : Gustave Guilmoto ;
- 1879-1905 : Paul-Étienne Chevreux ;
- 1905-1937 : André Philippe ;
- 1937-1945 : François Dousset ;
- 1946-1954 : Jean Robet ;
- 1954-1981 : Jean-Marie Dumont ;
- 1981-1987 : Odile Jurbert ;
- 1987-1995 : Mireille-Bénédicte Bouvet
- 1995-2004 : Yves Kinossian ;
- 2004-2011 : Isabelle Chave ;
- 2011-2013 : Marie-Astrid Zang ;
- 2013-2022 : François Petrazoller ;
- Depuis 2023 : Céline Cadieu-Dumont.

## Pour approfondir